# Jonas T. Bengtsson
Jonas T. Bengtsson, född 1976, är en dansk författare. Han debuterade 2005 med romanen Aminas breve och 2007 utkom Submarino. 2010 tilldelades Bengtsson P O Enquists pris.

## Priser och utmärkelser
- 2010 - P O Enquists pris